# Jean-François De Meulemeester
Jean-François De Meulemeester (Gent, 24 oktober 1774 - aldaar, 10 februari 1838) was een Belgisch industrieel en liberaal politicus.

## Levensloop
Jan Frans de Meulemeester was handelaar en bankier en nam aan het begin van de 19de eeuw een suikerfabriek over aan de Waaistraat in Gent. Na forse investeringen was deze rond 1830 de grootste van de stad geworden.
Daarnaast was De Meulemeester ook politiek actief. Van 1816 tot 1830 was hij lid van de Provinciale Staten, en in 1819 werd hij gemeenteraadslid in Gent. Na de Belgische onafhankelijkheid sloot hij zich aan bij de orangistische fractie rond Hippolyte Metdepenningen en bleef hij gemeenteraadslid tot aan zijn dood in 1838.
Zijn zoon nam de suikerfabriek over, maar deze brandde in de tweede helft van de jaren 1840 af.